# Rallye Zoulou d'Afrique du Sud
Le Rallye Zoulou d'Afrique du Sud (ou Zulu Rally South Africa, anciennement appelé Castrol Rally of SA (années 1970 et 80), puis devenu le Total Rally of SA depuis les années 1990) est une épreuve de rallye sud-africaine se déroulant sur terre annuellement dans le territoire du peuple zoulou (en bleu sur la carte, le KwaZulu-Natal ou KZN).

## Histoire
Il a été la toute première épreuve disputée dans l'Intercontinental Rally Challenge (alors appelé International Rally Challenge), en 2006.
Durban est le plus souvent le point de départ et d'arrivée de la course, qui a lieu en général durant le dernier week-end du mois de mai. Richard Leeke en a parfois été le directeur de course.
Il est géré par la société Topcar Sports Management (TSM), avec l'aval de la fédération Motorsport South Africa.
Sarel van der Merwe et Franz Boshoff l'ont remporté à 11 reprises, Serge Damseaux à 8. Seuls 4 pilotes étrangers s'y sont imposés, dont un à deux reprises.

## Palmarès

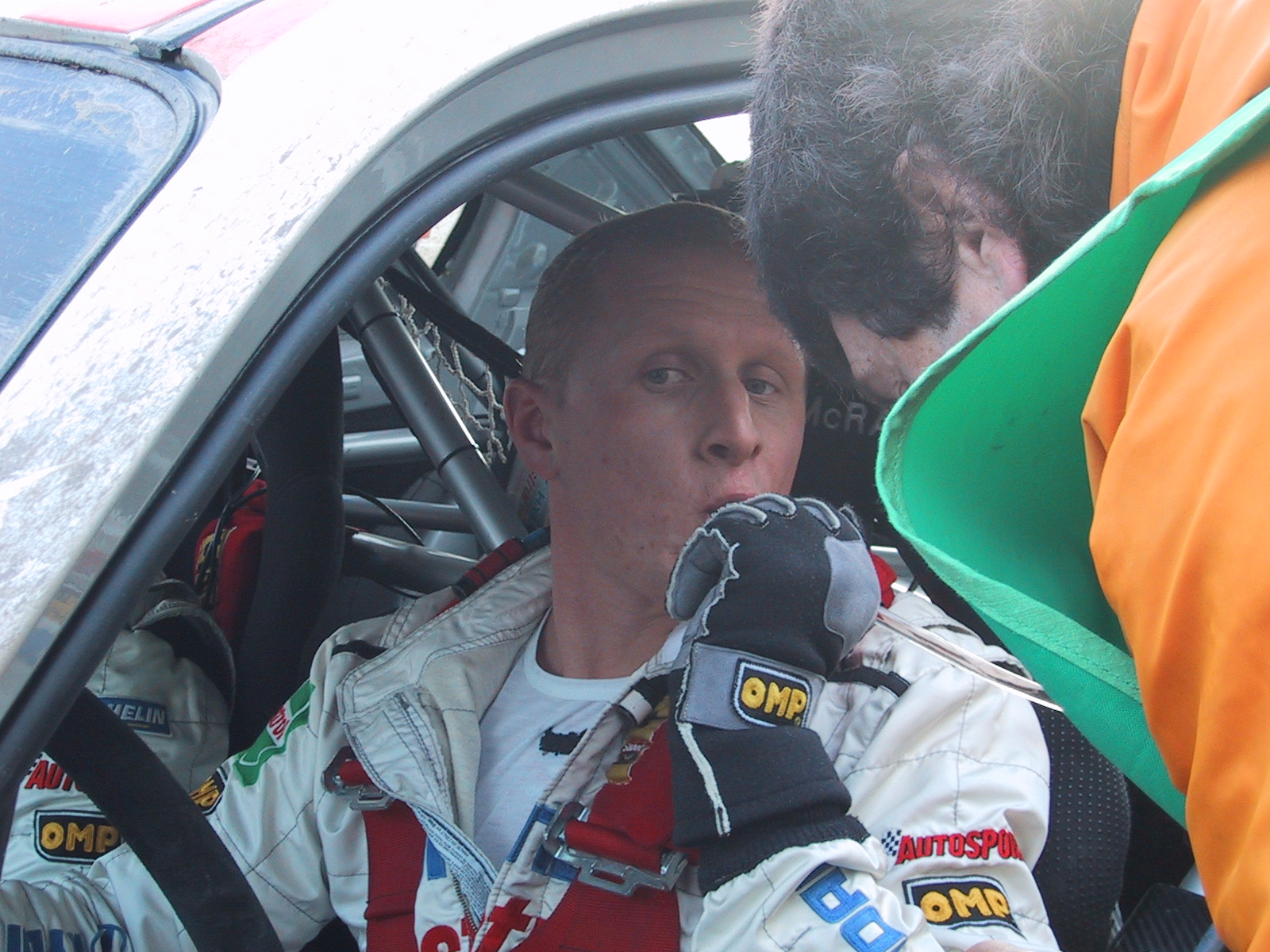
Alistair McRae (vainqueur en 2006).

| Année | Pilote                              | copilote           | Voiture                    | Championnats internationaux      |
| ----- | ----------------------------------- | ------------------ | -------------------------- | -------------------------------- |
| 1972  | Lourens Badenhorst (Elbie) Odendaal | C.Jannie Kuun      | Datsun                     |                                  |
| 1973  | A.Jan Hettema                       | Willem van Heerden | Chevrolet                  |                                  |
| 1974  | Geoff Mortimer                      | Willem van Heerden | Leyland                    |                                  |
| 1975  | Sarel van der Merwe                 | Franz Boshoff      | Datsun                     |                                  |
| 1976  | Andre Liebenberg                    | Jan Kriek          | Ford                       |                                  |
| 1977  | A.Jan Hettema                       | Leon Joubert       | Ford                       |                                  |
| 1978  | Tony Pond                           | David Richards     | Chevrolet Chevair          |                                  |
| 1979  | Leif Asterhag                       | Willem ven Heerden | Toyota                     |                                  |
| 1980  | Sarel van der Merwe                 | Franz Boshoff      | Ford                       |                                  |
| 1981  | Sarel van der Merwe                 | Franz Boshoff      | Ford                       |                                  |
| 1982  | Tony Pond                           | Richard Leeke      | Datsun Stanza              |                                  |
| 1983  | Sarel van der Merwe                 | Franz Boshoff      | Audi                       |                                  |
| 1984  | Sarel van der Merwe                 | Franz Boshoff      | Audi                       |                                  |
| 1985  | Sarel van der Merwe                 | Franz Boshoff      | Audi                       |                                  |
| 1986  | Sarel van der Merwe                 | Franz Boshoff      | Audi                       |                                  |
| 1987  | Geoff Mortimer                      | Franz Boshoff      | Audi                       |                                  |
| 1988  | Sarel van der Merwe                 | Franz Boshoff      | Audi                       |                                  |
| 1989  | Johan Evertse                       | Steve Harding      | Volkswagen Golf            |                                  |
| 1990  | Sarel van der Merwe                 | Franz Boshoff      | Volkswagen Golf            | ARC                              |
| 1991  | Serge Damseaux                      | Vito Bonafede      | Toyota                     | ARC                              |
| 1992  | Serge Damseaux                      | Vito Bonafede      | Toyota                     | ARC                              |
| 1993  | Aldo Riva                           | Enrico Roveda      | Audi Coupé                 | ARC                              |
| 1994  | Hannes Grobler                      | Martin Botha       | Nissan                     | ARC                              |
| 1995  | Serge Damseaux                      | Vito Bonafede      | Toyota                     | ARC                              |
| 1996  | Sarel van der Merwe                 | Franz Boshoff      | Daewoo                     | ARC                              |
| 1997  | Sarel van der Merwe                 | Franz Boshoff      | Daewoo                     | ARC                              |
| 1998  | Jan Habig                           | Douglas Judd       | Volkswagen Golf            | ARC                              |
| 1999  | Serge Damseaux                      | Guy Hodgson        | Toyota                     | ARC (organisé au Cap-Occidental) |
| 2000  | Serge Damseaux                      | Guy Hodgson        | Toyota                     | ARC (organisé au Cap-Occidental) |
| 2001  | Jan Habig                           | Douglas Judd       | Volkswagen Golf            | ARC                              |
| 2002  | Jan Habig                           | Douglas Judd       | Volkswagen Golf            | ARC                              |
| 2003  | Serge Damseaux                      | Robert Paisley     | Toyota                     | ARC                              |
| 2004  | Serge Damseaux                      | Robert Paisley     | Toyota                     | ARC                              |
| 2005  | Serge Damseaux                      | Robert Paisley     | Toyota                     | ARC                              |
| 2006  | Alister McRae                       | Gordon Noble       | Mitsubishi Lancer Evo VIII | IRC, ARC                         |
| 2007  | Hergen Fekken                       | Pierre Arries      | Volkswagen Polo S2000      | ARC                              |